# 卡姆佩蒂申 (密蘇里州)
卡姆佩蒂申（英語：Competition）是位於美國密蘇里州拉克利德縣的非建制地區。

## 歷史
卡姆佩蒂申的郵局於1858年設立，1863年關閉後又於1866年重啟，最終於1967年停運。

## 地理
卡姆佩蒂申所處的海拔為高於海平面347米（即1138英呎），而該地所採用的時區為UTC-6，即北美中部時區（CST）。同時該地設有夏令時間，為UTC-6調快一小時，即UTC-5（CDT）。